# Fletcher Hanks
Pour les articles homonymes, voir Hanks.
Fletcher Hanks, Sr., né le 1er décembre 1887 à Paterson dans le New Jersey et mort le 22 janvier 1976 à New York, est un auteur de bande dessinée de l'âge d'or du comic book américain, dessinateur de super-héros. Il a aussi travaillé sous les pseudonymes de « Henry Fletcher », « Barclay Flagg », « Bob Jordan », et « Hank Christy ».

## Biographie
On ne sait pas grand chose de Fletcher Hanks, hors de ce qu'en dit son fils, Fletcher Hanks Junior (mort le 16 mars 2008), interviewé par Karasik pour I Shall Destroy All The Civilized Planets. Il aurait été un père et un époux violent, ainsi qu'un alcoolique, aurait abandonné sa famille vers 1930. Il aurait gagné un peu d'argent en peignant des fresques murales dans les maisons de riches familles. Il est mort à l'hôpital Bellevue de New York le 22 janvier 1976, neuf jours après y avoir été admis.
Lorsqu'il avait une vingtaine d’années, Hanks a suivi des cours de dessin par correspondance, notamment avec la W.L. Evans School.

### Carrière artistique
Hanks a travaillé de 1939 à 1941 dans les studios de Fiction House et Fox Features Syndicate, dont il était le membre le plus âgé et le seul auteur complet. Il a travaillé sur ses séries Stardust the Super Wizard, Tabu the Wizard of the Jungle, et Fantomah (une super-héroïne, avant même Wonder Woman), lesquelles n'ont pas été reprises après son départ. Will Eisner dit l'avoir apprécié parce qu'il rendait toujours son travail dans les temps et qu'il ne fallait pas lui donner de bureau car il travaillait chez lui.
Fletcher Hanks, Sr. a été l'objet d'un nouvel intérêt dans les premières années 2000 : il a été réédité par RAW et dans le livre Art Out Of Time, 2006  (ISBN 0-8109-5838-4). Paul Karasik lui a consacré deux ouvrages, qui recensent l'intégralité de ses récits: I Shall Destroy All The Civilized Planets : The Fantastic Comics Of Fletcher Hanks (2007,  (ISBN 1-56097-839-2), chez Fantagraphics) (Eisner Award 2008 du Best Archival Collection/Project — Comic Books et nommé pour la Best Short Story pour "Whatever Happened to Fletcher Hanks?" de Paul Karasik) et You Shall Die by Your Own Evil Creation!, 2009,  (ISBN 978-1-60699-160-2), chez Fantagraphics.

## Style
Hanks « est à la bande dessinée ce que le douanier Rousseau a été à l’art », selon Jean-Pierre Dionnet . Il utilise une grande variété de styles dans ses histoires courtes. Son style est toujours très coloré; les visages des "mauvais" sont déformés. Cela donne parfois un aspect enfantin et naïf à son œuvre. Il déforme les corps et les perspectives, et on l'a parfois rapproché de l'art brut.